# Lazare Rachline
Pour les articles homonymes, voir Rachline.
Lazare Rachline (Lucien Rachet ou « Socrate » dans la Résistance), né le 25 décembre 1905 à Gorki Leninskie (Russie) et décédé le 25 janvier 1968 à Paris, est un industriel résistant, français, d'origine russe.

## Biographie

### Premières années
Lazare Rachline naît le 25 décembre 1905 à Gorki Leninskie (Russie). En 1906, âgé de quelques mois, il arrive en France dans les bras de sa mère, qui vient rejoindre le père, parti plus tôt en « éclaireur » pour échapper aux pogroms qui déciment les Juifs. Très jeune, il travaille dans la fabrique de literie de son père et poursuit des études au Conservatoire national des arts et métiers, dont il sort ingénieur.

### Engagement contre le racisme et l'antisémitisme
En 1927, il publie son premier article, qu’il signe Lazrach où il pourfend l'antisémitisme.
En 1927, il est aux côtés de Bernard Lecache, et préside, avec lui, la première réunion de la Ligue internationale contre l’antisémitisme (LICA), qui deviendra en 1932 la Ligue contre le racisme et l’antisémitisme, puis la LICRA depuis 1979.
Le 10 août 1931, Lazare Rachline et son frère Vila rachètent à leur père l'atelier de Fabrication de lits et sommiers métalliques, et le transfèrent 259, boulevard Ornano, sous le nom Établissements L. & V. Rachline.
Le 9 juin 1932, Lazare épouse Suzanne Abraham. Ils auront six enfants : Michel (1933-2012), Daniel (1936-2016), Jean-Claude (né en 1939), Olivier (1946-1946), François (né en 1948), Élisabeth (1954-1969).
Vice-président de la LICA dès les années 1930, il fonde avec Lecache et quelques autres, notamment Zérapha, Tedesco, Goldenberg, le journal de la Ligue, Le Droit de Vivre, comme l'attestent les statuts. Responsable de la propagande, il rédige le premier texte sur la « doctrine de la LICA » où il affirme : « Notre doctrine, c’est la conscience ; notre programme, c’est la justice ». Il contribue, en 1934, à financer la traduction de Mein Kampf de l’éditeur Sorlot et le distribue aux autorités politiques françaises.
En 1938, il demande et obtient la naturalisation française.

### Seconde Guerre mondiale
Père de trois enfants en bas âge (6 ans, 3 ans, quelques jours), il est mobilisé avec affectation spéciale, le 15 octobre 1939, c’est-à-dire bénéficiant de la possibilité de rester auprès de sa famille. Cependant, il obtient, non sans mal, d’être envoyé sur le front. Sa dernière permission date du 18 janvier 1940. Il est fait prisonnier par les Allemands le 21 juin 1940 à Bruyères, dans les Vosges, puis transféré au Stalag IV-B situé près de Mühlberg, à 600 kilomètres de la frontière française. Le 11 mars 1941 avec un codétenu Albert Jacquelin, il s’évade du camp. Il retrouve sa famille à Brive-la-Gaillarde, 22, rue Léon-Branchet le 24 mars, après quatorze mois d’absence.
Au terme d’un parcours semé d’embûches, il agit au sein de Libération-Sud avec Daniel Mayer et Emmanuel d’Astier de la Vigerie. Recruté par le major Victor Gerson (Vic), du SOE, par l'intermédiaire de maître Armand Goeäu-Brissonnière, il conçoit et organise l'évasion de onze prisonniers du camp de Mauzac (six agents secrets venus d’Angleterre et parachutés, un agent venu d’Angleterre et déposé par bateau, et quatre Français recrutés sur place, dont son ami le député Jean Pierre-Bloch), évasion qui réussira complètement le 16 juillet 1942 et se poursuivra par le retour des onze à Londres et la reprise de leur activité résistante. Après cette opération, dont Michael Foot dira que ce fut « l’une des plus rentables de toute la guerre », il devient le second de Vic Gerson, puis lui succède à la tête du réseau Alexandre-VIC. À la même époque, il apprend sa déchéance de nationalité par le régime de Vichy.
Entre juillet 1942 et juillet 1943, Lazare Rachline fait acheminer par le réseau d'évasion VIC, des dizaines d'aviateurs et agents, notamment britanniques. Il est connu des services secrets sous le nom de Lucien (Rachet). Il s'efforce de faire évader Léon Blum, mais les services britanniques refusent l'opération. Il organise simultanément des sabotages et communique des renseignements à Londres. En juillet 1943, les services britanniques décident de faire revenir Lazare Rachline, déjà condamné à mort par contumace par un tribunal allemand, dont la vie est menacée par la Gestapo, qui le recherche activement. Avec Marcel Bleustein, qui le rejoint par hasard, à qui il donne le pseudonyme de Blanchet, que ce dernier ajoutera à son nom après la guerre, il gagne Londres par l’Espagne, grâce à la filière VIC. Les deux hommes traversent les Pyrénées à pied, mais se font arrêter par la Guardia Civil non loin de Figueras, où ils sont incarcérés. Au bout de trois mois, les Britanniques font libérer Rachline et son compagnon en les faisant passer pour des aviateurs canadiens. À Londres, après un passage par Patriotic School, Rachline refuse d'entrer dans un service britannique et rejoint de Gaulle. Il est alors chargé par Georges Boris de la section non militaire (NM) du Bureau central de renseignements et d'action (BCRA).
En mars 1944, à Alger, le général de Gaulle reçoit Lazare Rachline et lui confie personnellement la « Mission Clé ». Sous le pseudonyme de Socrate, il est chargé de restructurer l’ensemble de la Résistance intérieure, et notamment de mettre en place les responsables civils (nomination officielle d'Alexandre Parodi). Il doit aussi faire entendre aux différentes composantes de la Résistance parisienne qu'aucun soulèvement ne devra avoir lieu sans un ordre exprès du général de Gaulle,. Il s’agit de s’assurer que les communistes et les Alliés ne prendront pas le pouvoir dans la France libérée. Au cours de cette mission, Socrate désigne Jacques Chaban-Delmas, avec le grade de général, délégué militaire national chargé de la coordination militaire sur l’ensemble du territoire, décision qui sera entérinée par le général Koenig. Il est l’un des derniers à avoir vu Jacques Bingen vivant. S’il le fait compagnon de la Libération, par délégation expresse du général de Gaulle, il ne parvient pas à le ramener avec lui à Londres, comme le lui avait prescrit le Général, l’homme s’y refusant. Lazare Rachline retourne à Londres via Gibraltar, après avoir traversé, de nouveau, les Pyrénées, en compagnie de Victor Gerson. À Londres, il apprend l'arrestation de son frère Vila (Renaudin, Victor), qui avait pris sa suite à la tête du réseau d'évasion VIC. La Gestapo, croyant le tenir, torture son cadet pendant quatre jours. Celui-ci ne dira pas un mot. Il sera assassiné près de Lyon à la mitrailleuse avec 17 camarades.
En juillet 1944, Rachline refuse de devenir directeur de la Sureté nationale comme d’être Préfet de police de Paris. Il est alors chargé par Emmanuel d’Astier de la Vigerie de la mission Urodonal. Accueilli en août dans le maquis de l’Ain après un vol compliqué, il est reçu par le chef des maquisards, Henri Romans-Petit, et, en représentant de la République, passe en revue des troupes libres. Délégué du gouvernement provisoire pour la Zone Nord, il part de Lyon et, sur son trajet de retour, manque d’être fusillé successivement par les Allemands et les FFI. Il arrive à Paris le 25 août 1944 et participe aux combats pour la libération de la capitale. Titulaire de la carte d'identité nationale no  2 établie le 26 août 1944, nommé commissaire de la République, il démissionne de toutes ses fonctions quand il apprend la mort de son frère Vila et reprend la direction de son affaire industrielle, les Usines métallurgiques de literie.
En décembre 1944, convaincu de la trahison de René Hardy et de sa responsabilité dans les arrestations du général Delestraint et des visiteurs du docteur Dugoujon, Rachline témoigne à charge contre lui lors des deux procès qui lui sont intentés.

### 1945-1968
Lazare Rachline fonde, avec le général Édouard Corniglion-Molinier et Marcel Bleustein-Blanchet, le journal Point de vue, dont le premier éditorial est rédigé par Raymond Aron. Adhérant au RPF, il est le rapporteur de la motion consacrée à l’instauration obligatoire en France du système de l’association capital-travail aux assises du Conseil national, à Marseille, à l’été 1948.
Il est contributeur de l’Action privée, qui soutient l’action politique du général de Gaulle. Il épaule Jean-Jacques Servan-Schreiber et participe au lancement de L'Express dont il restera proche, jusqu'à sa mort. Son autre grand combat est celui du soutien à la création  de l'État d'Israël, puis à la défense du jeune État, en toute circonstance : il prononce dans ce sens son dernier discours, le 31 mai 1967.

## Famille
La famille de Lazare Rachline est composée des membres suivants  :
- Parents : Zadoc (frère Simon et sœur Ilda) et Kassia (née Shapiro).
- Frères et sœurs (3) : deux sœurs, Rachel et Fanny, et un frère, Vila (1911-1944).
- Épouse : Suzanne Abraham (fille de Isaac et de Netty), (1911-1976).
- Enfants (6) : nés avant guerre, Michel (1933-2012), Daniel (1936-2016) et Jean-Claude (1939-) ; nés après la guerre, Olivier (1946-1946), François (1948-) et Élisabeth (1954-1969).

## Reconnaissance

### Décorations
Lazare Rachline est titulaire de la croix de guerre 1939-1945 avec palmes, officier honoraire à titre civil de l'Empire britannique et officier de la Légion d'honneur, médaille des évadés, rosette de la Résistance.
- Officier de la Légion d'honneur
- Croix de guerre 1939-1945 (3 citations)

 Médaille de la Résistance française, avec rosette
- Médaille des évadés

Le 5 juin 1944, Londres, il rend compte de la "mission Clé" au général de Gaulle, qui lui attribue la croix de la Libération. Il ne figure pourtant pas sur la liste des Compagnons de la Libération. Le document administratif portant son nom n'a pas été signé avant son départ du Gouvernement provisoire par le général de Gaulle.

### Témoignages

#### Général de Gaulle
- Comme dédicace de sa photo, le général de Gaulle écrit : « À Rachet / bien amicalement / 16/06/44  / C. de Gaulle »[27].

- Comme dédicace de ses Mémoires de Guerre, le général de Gaulle écrit : « À Lucien Rachet / en souvenir de notre combat / son compagnon, son ami / C. de Gaulle / 25.11.54. »[28].

- Dans sa lettre de condoléances à Suzanne Rachline, le général de Gaulle écrit, le 29 janvier 1968 : « Lucien Rachet avait servi de façon exemplaire à l’époque où c’était le plus difficile et le plus méritoire, manifestant au combat, dans la Résistance et dans ses fonctions de Délégué du Gouvernement provisoire, les plus éminentes qualités de courage et de dévouement. Je garderai fidèlement son souvenir. »[29].

#### Général Kœnig
C’est le général Kœnig qui prononce son éloge funèbre, lors de ses obsèques fin janvier 1968. Rachline est enterré au Cimetière parisien de Bagneux (Hauts-de-Seine), dans la 31e division.

#### André Dewavrin
André Dewavrin, alias Colonel Passy, chef des services secrets de la France Libre (BCRA) à Londres pendant la guerre, lui écrit le 20 octobre 1957 : « Vous êtes pour moi l’un des représentants les plus authentiques et les plus désintéressés de ce que fut la Résistance. »

### Voie
Le 17 juin 2014, le conseil de Paris, à l’unanimité, vote l’attribution d’un emplacement de Paris portant le nom de Lazare Rachline (Lucien Rachet) : le jardin de l'hôtel de Donon, qui abrite le musée Cognaq Jay, situé au 9 de la rue Payenne, dans le 3e arrondissement, devient le Jardin Lazare Rachline. L’inauguration a lieu le 5 février 2016 ; trois discours d’hommage sont prononcés, par Pierre Aidenbaum, maire du 3e arrondissement, par Robert Badinter et par Anne Hidalgo, maire de Paris.

### Téléfilm
- Adieu Mauzac, téléfilm de Jean Kerchbron, 1970. Dans ce téléfilm, qui relate l’évasion du camp de Mauzac du 16 juillet 1942, le rôle de Lazare Rachline est joué par Michel Puterflam. Dans le débat qui suit la projection du film, le rôle essentiel de Lazare Rachline dans l’organisation et la réalisation de l’évasion est affirmé par les invités.